# 데라다 신이치
데라다 신이치(일본어: 寺田 紳一, 1985년 6월 10일 ~ )는 일본의 전 축구 선수이다.

## 구단 경력
그는 2004년부터 2019년까지 J리그의 감바 오사카, 요코하마 FC, 도치기 SC에서 활동하였다.